# Sint-Willibrorduskerk (Bakel)
De Sint-Willibrorduskerk in Bakel, Gemert-Bakel in Noord-Brabant. De voorloper van deze kerk werd voor 721 gesticht door Willibrord en werd gewijd aan Petrus, Paulus en Lambertus. Willibrord stichtte ook onder meer een kerk in Deurne.

## Kerken in Bakel
In totaal hebben er drie kerken in Bakel gestaan, de eerste was een houten kerk die werd vervangen door een stenen romaanse kerk. De huidige kerk stamt uit het begin van de 16e eeuw, maar is meerdere malen ingrijpend vernieuwd en verbouwd onder meer ten gevolge van een brand in 1708. Zowel het schip en de toren werden in 1721 herbouwd. In 1911 werd het koor vervangen en kreeg het een neogotisch uiterlijk. De voorgevel van de kerk bevat twee beelden van Willibrordus, de huidige patroonheilige. De figuur links van de deur houdt een boek en een staf vast, de figuur rechts van de deur houdt een miniatuur kerkje vast. Het oorspronkelijke Willibrordusbeeld dat boven de entree was geplaatst staat op het kerkhof achter de kerk.
Van 1648 tot 1818 was de kerk hervormd, daarna kreeg de kerk zijn oorspronkelijk rooms-katholieke bestemming terug. In het interieur zijn onder meer de 18e-eeuwse preekstoel en biechtstoelen en de 19e-eeuwse eiken beelden van Petrus, Paulus, Johannes de Evangelist en Willibrordus opvallende elementen.

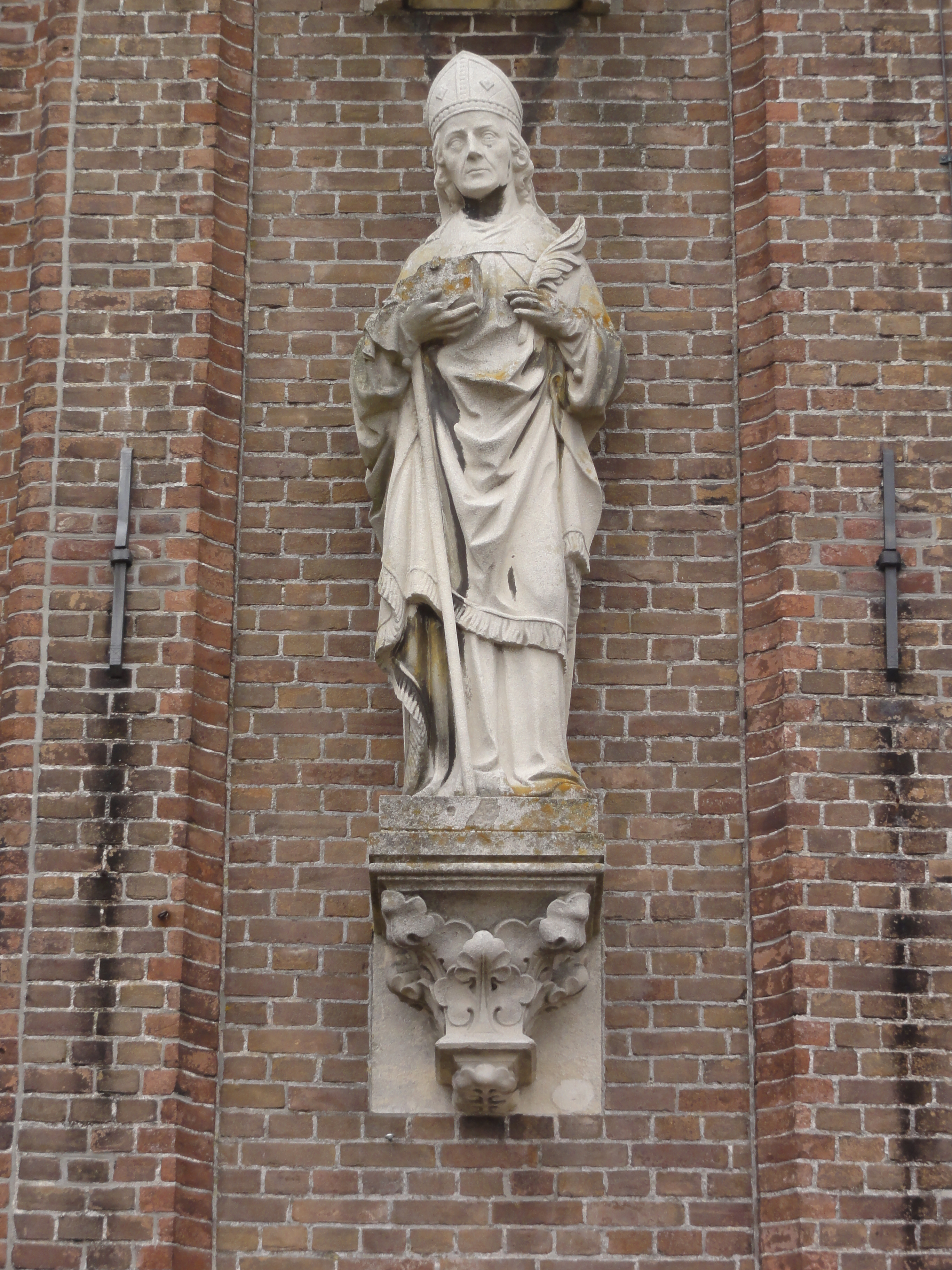
Het linkse gevelbeeld
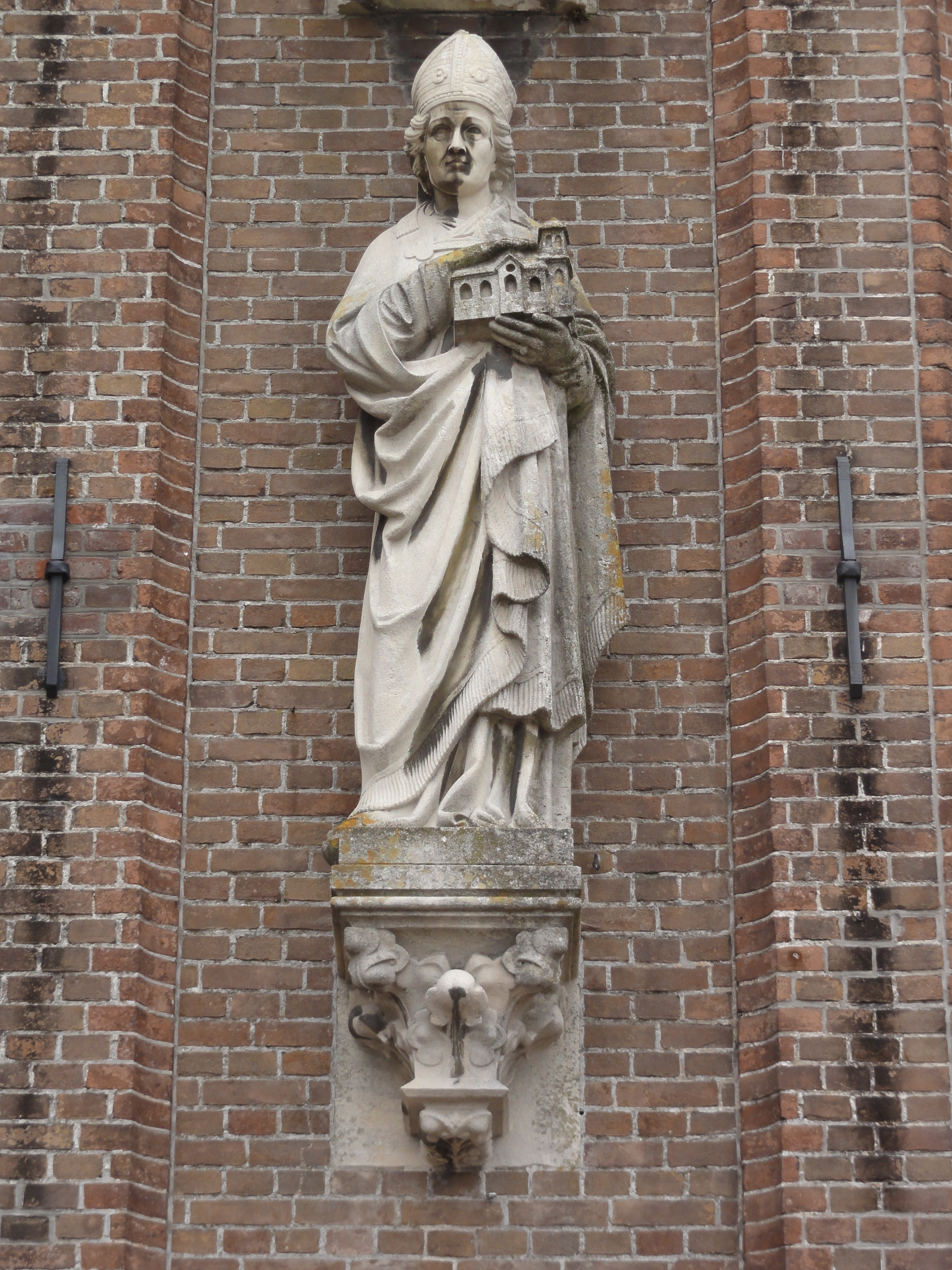
Het rechtse gevelbeeld